# Billy-sur-Ourcq
Billy-sur-Ourcq is een gemeente in het Franse departement Aisne (regio Hauts-de-France) en telt 201 inwoners (1999). De plaats maakt deel uit van het arrondissement Soissons.

## Geografie
De oppervlakte van Billy-sur-Ourcq bedraagt 10,4 km², de bevolkingsdichtheid is 19,3 inwoners per km².

## Demografie
Onderstaande figuur toont het verloop van het inwonertal (bron: INSEE-tellingen).
Vanwege een beveiligingsprobleem met de MediaWiki Graph-software is het momenteel niet mogelijk deze grafiek weer te geven. Zodra de software is bijgewerkt zal de grafiek vanzelf weer zichtbaar worden.